# کشتی آموزشی برمزه

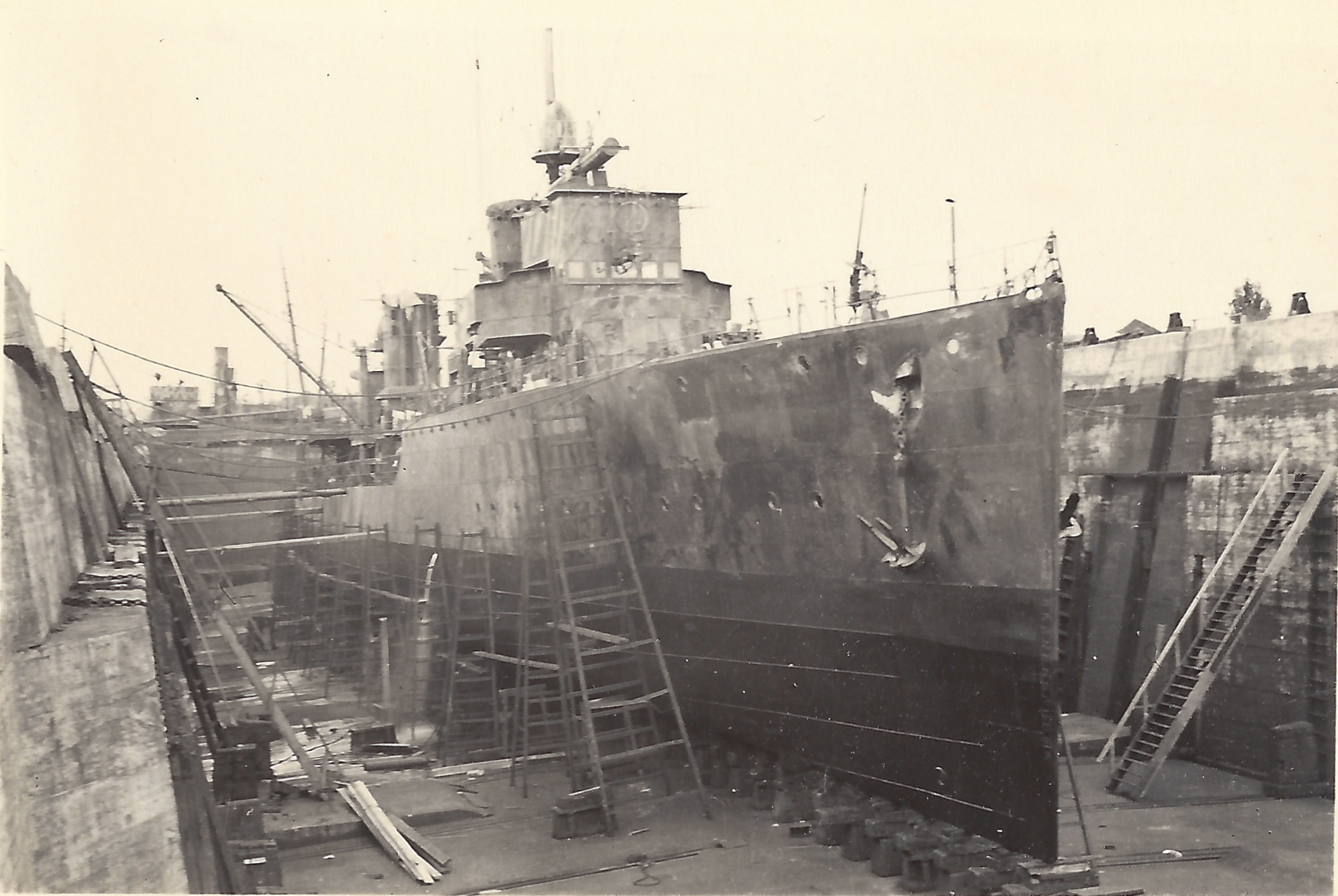
تصویری از کشتی آموزشی برمزه در هنگام ساخت

کشتی آموزشی برمس (به انگلیسی: German training ship Bremse) یک کشتی بود که طول آن ۳۴۵ فوت (۱۰۵ متر) بود. این کشتی در سال ۱۹۳۲ ساخته شد.